# 沃斯克列謝尼夫卡 (瓦西利基夫卡區)
48°20′18″N 35°54′44″E / 48.33833°N 35.91222°E
沃斯克列謝尼夫卡（烏克蘭語：Воскресенівка），是烏克蘭的村落，位於該國中部第聶伯羅彼得羅夫斯克州，由瓦西利基夫卡區負責管轄，處於沃夫恰河畔，分別距離博格達尼夫卡4公里和特羅伊茨凱6公里，面積2.35平方公里，海拔高度75米，2001年人口1,392。